# Таукум
Таукум (на казахски: Тауқұм) е пустиня в Алматинска област, Казахстан.

## География
Таукум е пясъчна пустиня, която се намира в югозападната част на Балхаш-Алаколската котловина. Простира се на юг от долното течение на река Или, от южния край на езерото Балхаш до Бозойското плато. На юг от пустинята се издигат Майжарилган и Чу-Илийската планинска верига. Езерото Итишпес е в северозападния край. Височината на пясъчните дюни е между 10 и 15 м.

## Флора
Растителността между пясъчните зони е съставена от храсти и треви, типични за сухите зони, включително солянка, джузгун, пелин, саксаул и метличина. Край бреговете на река Или, на северната граница на пустинята, има тесен участък от крайречна гора.